# Sennet Glacier
Sennet Glacier är en glaciär i Antarktis. Den ligger i Östantarktis. Australien gör anspråk på området. Sennet Glacier ligger 400 meter över havet.
Terrängen runt Sennet Glacier är varierad. Trakten är obefolkad. Det finns inga samhällen i närheten. 